# Marchésieux
Marchésieux è un comune francese di 731 abitanti situato nel dipartimento della Manica nella regione della Normandia.
Fa parte del cantone di Périers nella circoscrizione (arrondissement) di Coutances.

## Società

### Evoluzione demografica
Abitanti censiti